# Gut Kaisersruh

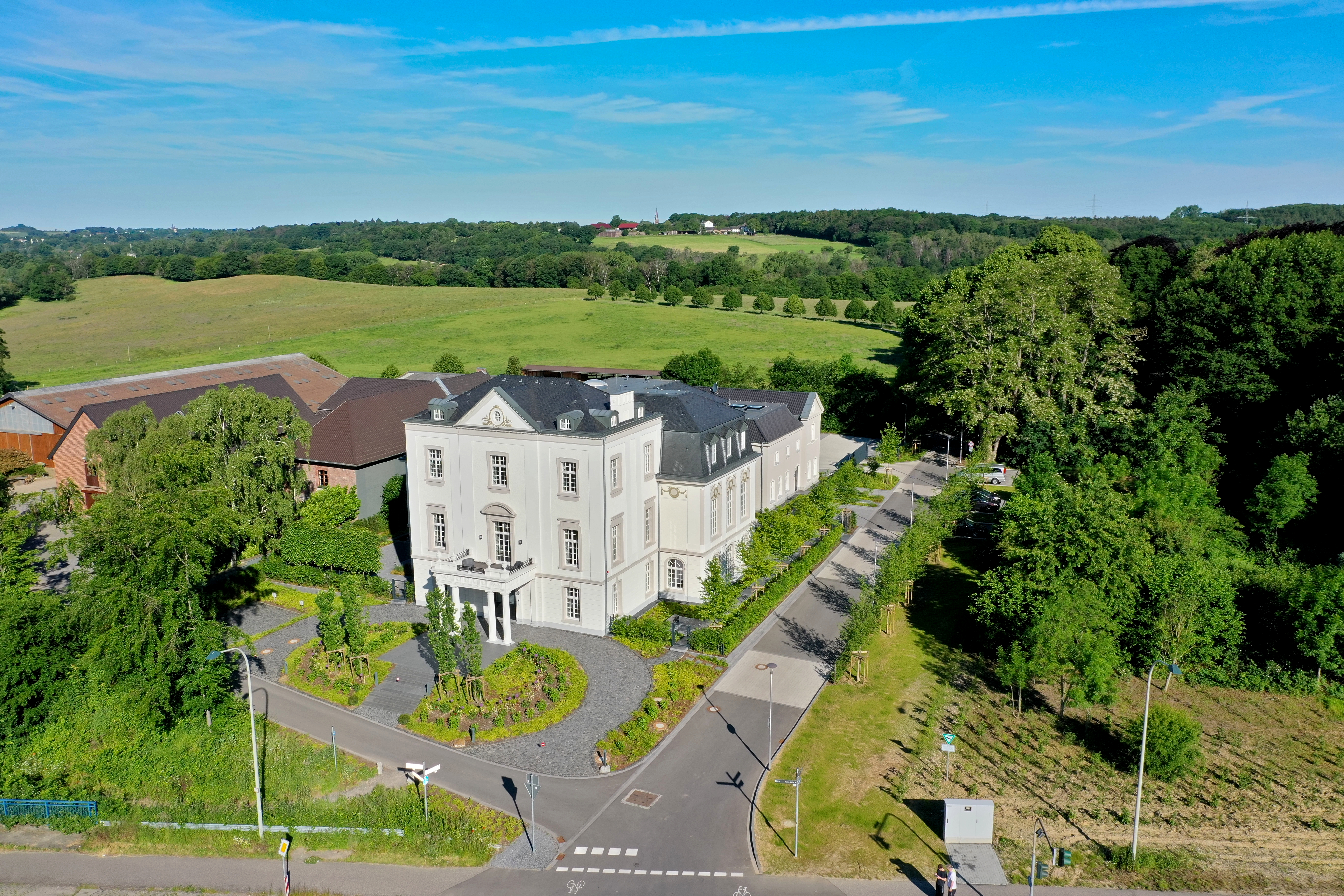
Gut Kaisersruh (2019)

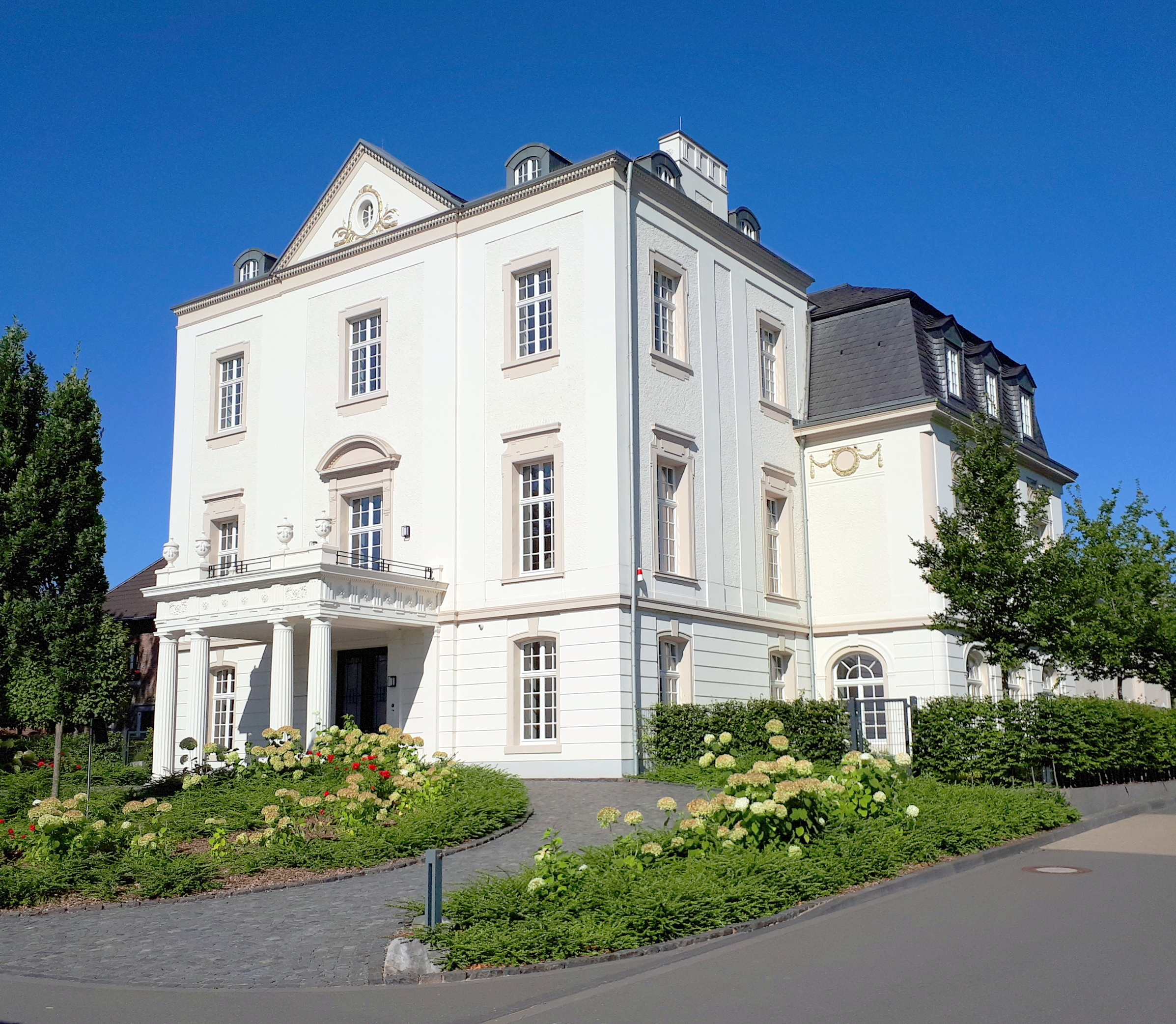
Gut Kaisersruh (2022)

Gut Kaisersruh ist eine denkmalgeschützte ehemalige Hofanlage nördlich von Aachen. Sie befindet sich an der Bundesstraße 57 Richtung Würselen, zu dessen heutigem Stadtgebiet sie gehört. Gut Kaisersruh trägt auf der Würselener Denkmalliste die Nr. A51/P. Große Teile der Anlage waren lange Zeit als Ruine erhalten geblieben, mittlerweile ist das Anwesen seit 2018 jedoch wieder umfänglich restauriert.

## Geschichte des Anwesens

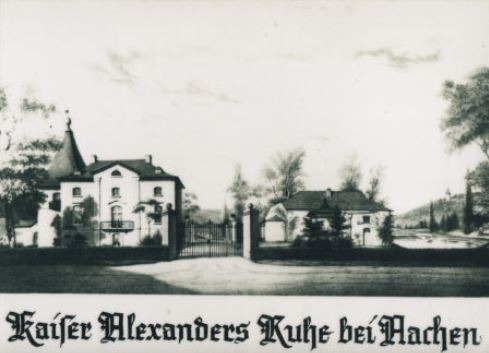
Postkarte aus dem 19. Jahrhundert

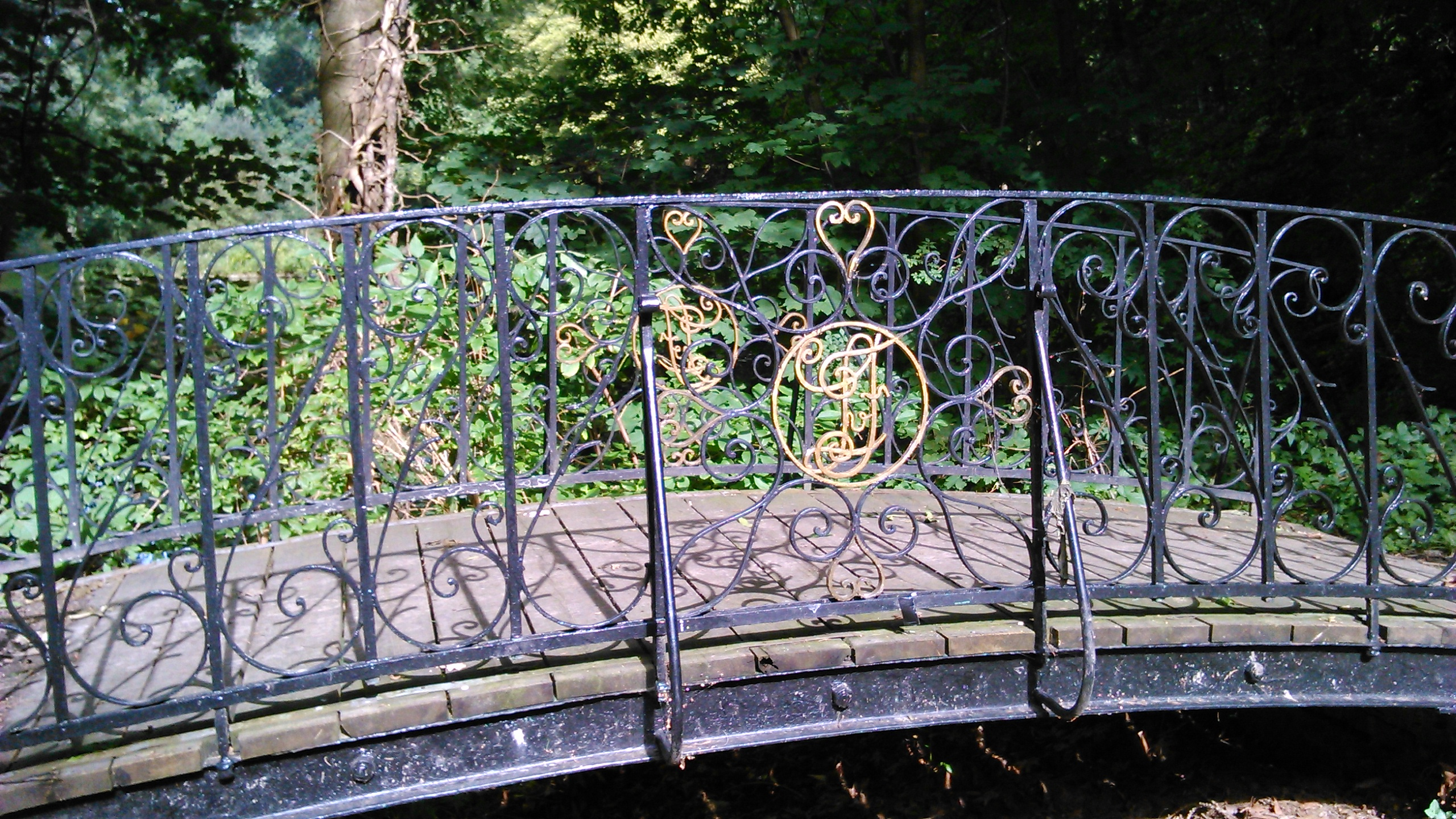
Brücke zwischen den ehem. Fischteichen des Gutes mit den Initialen Ludwig von Fisennes

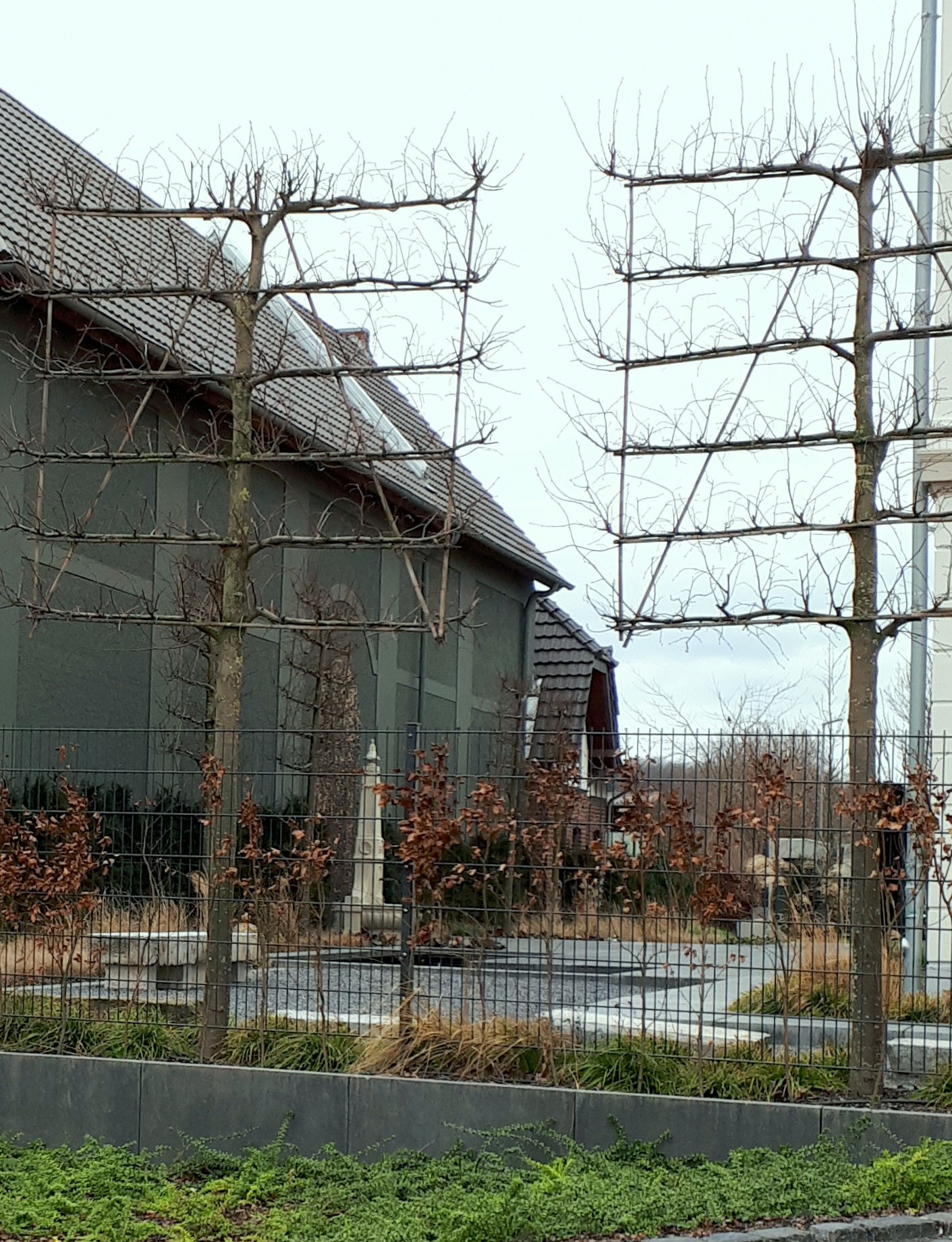
Garten mit Wandbrunnen

Die zunächst als Mauenhof bezeichnete Hofanlage wurde wohl im frühen 19. Jahrhundert von dem Mitglied des Aachener Domkapitels Ludwig von Fisenne (1768–1865) aus der wohlhabenden rheinisch-wallonischen Familie von Fisenne erworben. Er ließ auf dem Grundstück an den Hof ein neues Herrenhaus in klassizistischem Stil und einen Park im englischen Stil errichten. Nach seinem Tod erbte sein Neffe und Spinnereibesitzer Ludwig Eugen von Fisenne (1810–1892) das Anwesen. Da auch er ohne Kinder blieb, überschrieb er Gut Kaisersruh nun seinem Neffen Pieter Maria George von Fisenne (1837–1914). Da dieser jedoch berufsbedingt in die Provinz Südholland zog, veräußerte er Kaisersruh dem Aachener Tuchfabrikanten Alfred Nellessen (1838–1902).
Erstmals auf Kartenwerken des Jahres 1846 sind Gebäude des Gutes erkennbar. Noch besser lassen sie sich auf den Karten der preußischen Landesaufnahme von 1895 bzw. 1910 fassen. Auf der Südseite befindet sich ein Bauernhof – der einzige für mehrere Jahrzehnte intakte und genutzte Teil des Anwesens. Zwischen 1904 und 1905 ließ Georg Nellessen (1875–1948), der Sohn von Alfred Nellessen, auf der Rückseite einen neobarocken Anbau erbauen. Anfang 1971 wollte die Erbengemeinschaft der Familie Nellessen auf dem Gut ein Restaurant der gehobenen Klasse mit Hotelbetrieb einrichten und den Park der Öffentlichkeit zugängig machen. Behördliche Auflagen verhinderten das jedoch und ein jahrelanger Rechtsstreit änderte daran nichts. Das Anwesen wurde nicht mehr bewohnt und benutzt, Plünderungen und Vandalismus brachten die ersten Zerstörungen und Witterungseinflüsse ließen das Gut in den nächsten Jahrzehnten zunehmend verfallen. Seitdem existierte Gut Kaisersruh bis etwa 2016 nur noch als Ruine.
Bereits in den 1870er-Jahren erhielt das Gut eine Eisenbahnanbindung über den 800 Meter nordwestlich gelegenen Haltepunkt Kaisersruh der Bahnstrecke Aachen Nord–Jülich. Er wurde 1973 ebenfalls außer Betrieb genommen.

## Herkunft des Namens
Anlässlich des Monarchenkongresses 1818 in Aachen im Nachgang der napoleonischen Kriege war der russische Zar Alexander I. Gast bei Ludwig Freiherr von Fisenne, im Herrenhaus des Hofes, der seitdem als Gut Kaisersruh bezeichnet wird.

## Beschreibung der Anlage
Der frühere Aufbau und die Gestaltung des Anwesens werden wie folgt beschrieben:

„Die zur Aachener Straße ausgerichtete Schauseite des Wohnhauses Kaisersruh ist dreigeschossig mit drei Fensterachsen gestaltet. Die mittlere Fensterachse war als Risalit mit einem Dreieckgiebel ausgebildet, letzterer stürzte jedoch 1999 ein.
Die Schmalseiten des Hauses sind zweiachsig gegliedert, hier wie an der Hauptfassade gibt es Lisenenrahmungen. Zwischen dem mit Putzbändern verzierten Erdgeschoss und den oberen Geschossen ist ein umlaufendes Gesims eingefügt.
Ursprünglich trug das Haus ein Walmdach mit Belvedere. Vor dem in der Fassadenmitte angeordneten Haupteingang steht ein Portikus über dorischen Säulen mit einem Balkon darüber, der von Eisengittern eingefasst ist. An der Südseite besteht ein schmaler Anbau, der deutlich hinter der Flucht der Straßenfassade liegt.
Von den (sic!) wertvollen Innenausstattung des Gebäudes blieb nichts erhalten.
Der 1904/1905 errichtete neobarocke Anbau an der West-, zugleich Rückseite des Herrenhauses entstand über einem mehrteiligen Grundriss mit einem polygonalen Erker, der zur Remise ausgerichtet ist. Die architektonische Gestaltung des Anbaus hebt sich vom klassizistischen Haupthaus deutlich ab, denn die dem Barock entlehnten Formen sind reicher; die Fenster des Erdgeschosses schließen mit runden Formen, die Fenster des Obergeschosses sind über den Fensterstürzen mit Stuckbögen und Rankenornamenten dekoriert. Es gibt kein drittes Geschoss (wie beim Haupthaus), sondern ein ausgemauertes Mansarddach oberhalb des ersten Obergeschoss. Der Bänderputz vom Erdgeschoss des Haupthauses sowie das Gesims darüber sind motivisch auch um den Anbau herumgeführt worden.“

## Bemühungen zur Wiederherstellung und modernen Nutzung der Gebäude
Die Bemühungen des Vorsitzenden der Erbengemeinschaft, Bergwerksdirektor Albert Vahle, sowie Pläne für die Nutzung und Sanierung der Anlage in den vergangenen Jahrzehnten konnten nicht umgesetzt werden, die Gebäude verfielen weiter. Seit den 1990er-Jahren wurden zudem einige Denkmalschutzbestimmungen gelockert, um bröckelnde Bausubstanz abreißen zu können. Anfang März 2016 wurde bekannt, dass der Aachener Unternehmer Franko Neumetzler das Gut wieder aufbauen und eine Büroimmobilie daraus machen werde.
Die umfassende Restaurierung nach alten Plänen ist seit 2018 abgeschlossen.